# Blechnum chiriquanum
Blechnum chiriquanum är en kambräkenväxtart som först beskrevs av Broadh., och fick sitt nu gällande namn av Carl Frederik Albert Christensen. Blechnum chiriquanum ingår i släktet Blechnum och familjen Blechnaceae. Inga underarter finns listade.